# Parlamentswahl auf den Komoren 2009
Die Parlamentswahlen auf den Komoren 2009 (Élections législatives comoriennes) wurden auf den Komoren am 6. Dezember 2009 durchgeführt, mit einer zweiten Wahlrunde am 20. Dezember. Die Wahlen waren ursprünglich für Juli 2009 angesetzt gewesen, wurden aber verschoben aufgrund des Verfassungsreferendums, welches im Mai 2009 durchgeführt wurde. Sie waren dann für den 29. November geplant, wurden aber nochmals verschoben. Das Baobab Movement, eine Koalition um den Präsidenten Ahmed Abdallah Mohamed Sambi, gewann die Wahl.

## Wahlsystem
Die Wahlen wurden mit einem Stichwahl-System mit 24 Wahlkreisen durchgeführt. Die verbleibenden neun Sitze in der Unionsversammlung wurden aufgefüllt mit Abgeordneten der Parlamente der autonomen Inseln: Grande Comore, Mohéli und Anjouan. Jede Inselversammlung wählte drei Mitglieder.

## Wahlkampf
Die meisten Kandidaten, die Präsident Sambi unterstützten, traten im Wahlkampf als Parti présidentiel (Baobab) an, welche nach dem identifizierenden Symbol, dem Baobab benannt war.

## Ergebnisse
|        |                             |         |       |                |         |       |                |        |  |
| Partei | Partei                      | Stimmen | %     | Sitze 1. Runde | Stimmen | %     | Sitze 2. Runde | Gesamt |  |
|        | Parti présidentiel (Baobab) | 59.692  | 33,21 | 3              | 88.660  | 50,60 | 14             | 17     |  |
|        | Alliés du président         | 5.019   | 2,79  | 0              | 8.296   | 4,73  | 3              | 3      |  |
|        | Andere Kandidaten           | 115.019 | 64    | 0              | 78.266  | 44,67 | 4              | 4      |  |
| Gesamt | Gesamt                      |         |       |                |         |       |                | 24     |  |

Zusätzlich 9 Sitze aus den Insel-Parlamenten. Von den 363.967 eingetragenen Wählern beteiligten sich somit nur 179.730 (49,38 %).